# 矮寨·十八洞·德夯大峡谷景区
矮寨·十八洞·德夯大峡谷景区是中華人民共和國湖南省湘西土家族苗族自治州吉首市的一個旅遊景點，景區內有矮寨大桥、花垣县十八洞村、吉首市德夯大峡谷等景點。2021年6月11日被列為國家5A級旅遊景區。2024年11月15日，十八洞村被联合国旅游组织执行委员会列入2024年“最佳旅游乡村”名单。

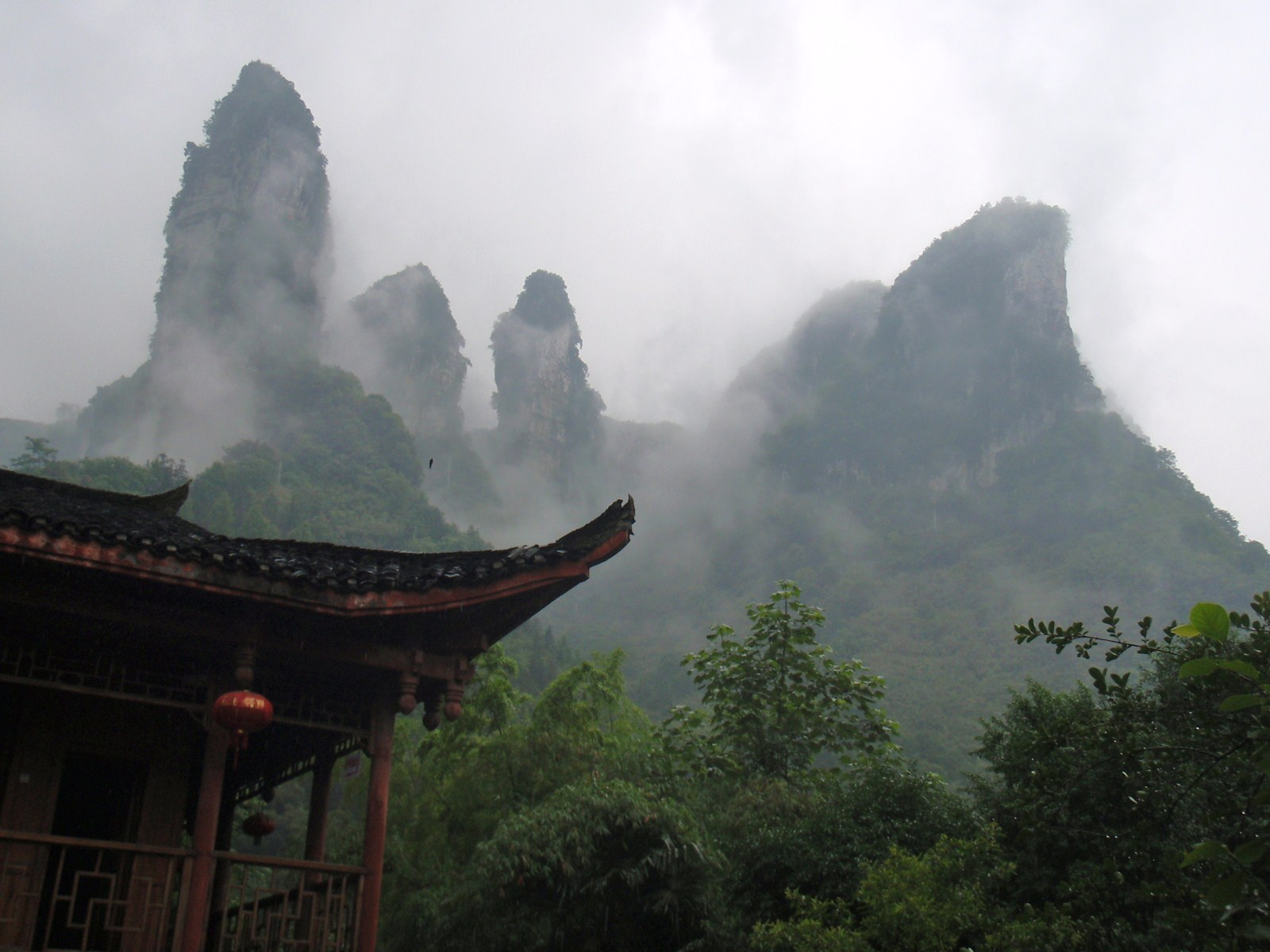
德夯